# Georg Daniel Auberlen

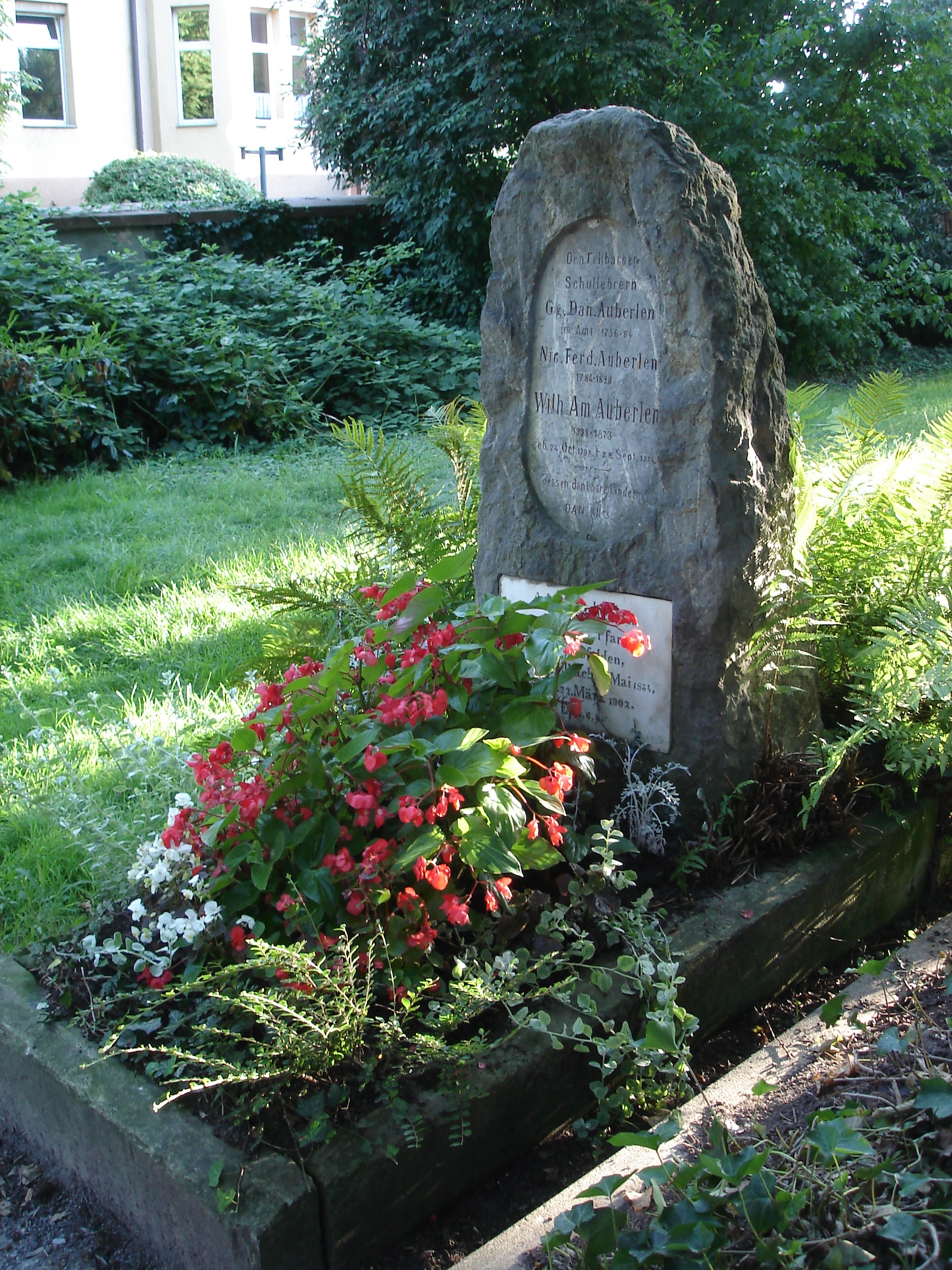
Tomba de la família Auberlen a Fellbach

Georg Daniel Auberlen (Weinstadt, Baden-Württemberg, 15 d'agost de 1728 - Fellbach, Baden-Württemberg, 1 de juliol de 1784 fou un organista i compositor alemany.
Primer fou mestre en una escola d'infants Markgröningen, i el 1756 estava també com a mestre a Fellbach. També va ser actiu en el servei de l'església com a sagristà. Auberlen tocava l'orgue, piano i violí i componia cantates, motets i cançons que eren cantades els diumenges i festius en l'església de Fellbach. En aquesta població també va fundar una acadèmia privada de música per a estudiants dotats i joves aspirants a professors. Un dels seus més brillants estudiants era el seu nebot Nikolaus, fill del seu germà, que el 1784 es va convertir en el seu successor.
Va compondre 55 cantates i era el primer compositor de la família Auberlen, i que era conegut pel seu talent musical. Juntament amb altres membres de la seva família, ell és un reconegut personatge de l'Auberlen-Realschule a Fellbach. El seu llegat musical es conserva a la Biblioteca Regional de Württemberg a Stuttgart. El seu fill era el músic i compositor Samuel Gottlob Auberlen.